# Kanovaren op de Olympische Zomerspelen 1972
Kanovaren is een van de sporten die beoefend werden tijdens de Olympische Zomerspelen 1972 in München. Er werden op zeven vlakwaterdisciplines wedstrijden gevaren. Voor het eerst werden ook op vier wildwaterdisciplines slalomwedstrijden gehouden. De slalomwedstrijden werden in Augsburg (Beieren) op het Eiskanaal gehouden.

## Slalom
In 1972 waren de slalomregels anders dan nu. Bij het raken van één paal (van een poortje) kreeg men 10 strafseconden en bij het raken van beide palen 20 strafseconden. Een wedstrijd bestond uit twee manches; degene met de snelste manche (vaartijd plus strafseconden) was de winnaar.

### Heren

#### K1
| rang   | sporter         | land | snelste vaartijd |
| ------ | --------------- | ---- | ---------------- |
| Goud   | Siegbert Horn   | GDR  | 268.56           |
| Zilver | Norbert Sattler | AUT  | 270.76           |
| Brons  | Harald Gimpel   | GDR  | 277.95           |
| 4      | Ulrich Peters   | FRG  | 282.82           |
| 5      | Alfred Baum     | FRG  | 288.01           |
| 6      | Marián Havlíček | TCH  | 289.56           |
| 7      | Eric Evans      | USA  | 296.34           |
| 8      | Jürgen Bremer   | GDR  | 303.15           |

#### C1
| rang   | sporter         | land | snelste vaartijd |
| ------ | --------------- | ---- | ---------------- |
| Goud   | Reinhard Eiben  | GDR  | 315.84           |
| Zilver | Reinhold Kauder | FRG  | 327.89           |
| Brons  | James McEwan    | USA  | 335.95           |
| 4      | Jochen Förster  | GDR  | 354.42           |
| 5      | Wolfgang Peters | FRG  | 356.25           |
| 6      | Jürgen Köhler   | GDR  | 372.88           |
| 7      | Karel Třešňák   | TCH  | 385.07           |
| 8      | Petr Sodomka    | TCH  | 391.11           |

#### C2
| rang   | sporters                           | land | snelste vaartijd |
| ------ | ---------------------------------- | ---- | ---------------- |
| Goud   | Walter Hofmann Rolf-Dieter Amend   | GDR  | 310.68           |
| Zilver | Hans Otto Schumacher Wilhelm Baues | FRG  | 311.90           |
| Brons  | Jean-Louis Olry Jean-Claude Olry   | FRA  | 315.10           |
| 4      | Jürgen Kretschmer Klaus Trummer    | GDR  | 329.57           |
| 5      | Jan Frączek Ryszard Seruga         | POL  | 366.21           |
| 6      | Janez Andrijašič Peter Guzelj      | YUG  | 368.01           |
| 7      | Michael Reimann Olaf Fricke        | FRG  | 371.86           |
| 8      | Heimo Müllneritsch Helmar Steindl  | AUT  | 375.14           |

### Dames

#### K1
| rang   | sporter              | land | snelste vaartijd |
| ------ | -------------------- | ---- | ---------------- |
| Goud   | Angelika Bahmann     | GDR  | 364.50           |
| Zilver | Gisela Grothaus      | FRG  | 398.15           |
| Brons  | Magdalena Wunderlich | FRG  | 400.50           |
| 4      | Maria Ćwiertniewicz  | POL  | 432.30           |
| 5      | Kunegunda Godawska   | POL  | 441.05           |
| 6      | Victoria Brown       | GBR  | 443.71           |
| 7      | Ulrike Deppe         | FRG  | 456.44           |
| 8      | Bohumila Kapplová    | TCH  | 460.16           |

## Vlakwater

### Heren

#### K1 1000 m
| rang   | sporter              | land | tijd    |
| ------ | -------------------- | ---- | ------- |
| Goud   | Aleksandr Sjaparenko | URS  | 3:48.06 |
| Zilver | Rolf Peterson        | SWE  | 3:48.35 |
| Brons  | Géza Csapó           | HUN  | 3:49.38 |
| 4      | Jean-Pierre Burny    | BEL  | 3:50.29 |
| 5      | Ladislav Souček      | TCH  | 3:51.05 |
| 6      | Joachim Mattern      | GDR  | 3:51.94 |
| 7      | Erik Hansen          | DEN  | 3:52.15 |
| 8      | Grzegorz Śledziewski | POL  | 3:53.22 |

#### K2 1000 m
| rang   | sporters                                  | land | tijd    |
| ------ | ----------------------------------------- | ---- | ------- |
| Goud   | Nikolai Gorbatsjov Viktor Kratasjoek      | URS  | 3:31.23 |
| Zilver | József Deme János Rátkai                  | HUN  | 3:32.00 |
| Brons  | Władysław Szuszkiewicz Rafał Piszcz       | POL  | 3:33.83 |
| 4      | Reiner Kurth Alexander Slatnow            | GDR  | 3:34.16 |
| 5      | Costel Coşniţă Vasile Simioncenco         | ROU  | 3:35.66 |
| 6      | Jean-Pierre Cordebois Didier Niquet       | FRA  | 3:36.51 |
| 7      | Günther Pfaff Helmut Hediger              | AUT  | 3:36.61 |
| 8      | Hans-Jürgen Riemenschneider Horst Mattern | FRG  | 3:38.67 |

#### K4 1000 m
| rang   | sporters                                                      | land | tijd    |
| ------ | ------------------------------------------------------------- | ---- | ------- |
| Goud   | Joeri Filatov Joeri Stetsenko Vladimir Morozov Valeri Didenko | URS  | 3:14.02 |
| Zilver | Aurel Vernescu Mihai Zafiu Roman Vartolomeu Atanase Sciotnic  | ROU  | 3:15.07 |
| Brons  | Egil Søby Steinar Amundsen Tore Berger Jan Johansen           | NOR  | 3:15.27 |
| 4      | Alberto Ughi Pier Angelo Congiu Mario Pedretti Oreste Perri   | ITA  | 3:15.60 |
| 5      | Rudolf Blass Eberhard Fischer Rainer Hennes Hans-Erich Pasch  | FRG  | 3:16.63 |
| 6      | István Szabó Péter Várhelyi Zoltán Bakó Csongor Vargha        | HUN  | 3:16.88 |
| 7      | Kari Markkanen Heikki Mäkelä Ilkka Nummisto Jorma Lehtosalo   | FIN  | 3:16.92 |
| 8      | Lars Andersson Gunnar Utterberg Per Larsson Hans Nilsson      | SWE  | 3:17.39 |

#### C1 1000 m
| rang   | sporter            | land | tijd    |
| ------ | ------------------ | ---- | ------- |
| Goud   | Ivan Patzaichin    | ROU  | 4:08.94 |
| Zilver | Tamás Wichmann     | HUN  | 4:12.42 |
| Brons  | Detlef Lewe        | FRG  | 4:13.63 |
| 4      | Dirk Weise         | GDR  | 4:14.38 |
| 5      | Vasili Joertsjenko | URS  | 4:14.43 |
| 6      | Boris Ljoebenov    | BUL  | 4:14.65 |
| 7      | Jiří Čtvrtečka     | TCH  | 4:14.98 |
| 8      | Roberto Altamirano | MEX  | 4:20.39 |

#### C2 1000 m
| rang   | sporters                           | land | tijd    |
| ------ | ---------------------------------- | ---- | ------- |
| Goud   | Vladislavas Česiūnas Joeri Lobanov | URS  | 3:52.60 |
| Zilver | Ivan Patzaichin Serghei Covaliov   | ROU  | 3:52.63 |
| Brons  | Fedja Damianov Ivan Boertsjin      | BUL  | 3:58.10 |
| 4      | Peter Hoffmann Hermann Glaser      | FRG  | 3:59.24 |
| 5      | Miklós Darvas Péter Povázsay       | HUN  | 4:00.42 |
| 6      | Roland Muhlen Andreas Weigand      | USA  | 4:01.28 |
| 7      | Dirk Weise Dieter Lichtenberg      | GDR  | 4:01.50 |
| 8      | Bernt Lindelöf Erik Zeidlitz       | SWE  | 4:01.60 |

### Dames

#### K1 500 m
| rang   | sporter               | land | tijd    |
| ------ | --------------------- | ---- | ------- |
| Goud   | Joelia Rjabtsjinskaja | URS  | 2:03.17 |
| Zilver | Mieke Jaapies         | NED  | 2:04.03 |
| Brons  | Anna Pfeffer          | HUN  | 2:05.50 |
| 4      | Irene Pepinghege      | FRG  | 2:06.55 |
| 5      | Bettina Müller        | GDR  | 2:06.85 |
| 6      | Maria Nichiforov      | ROU  | 2:07.13 |
| 7      | Kate Olsen            | DEN  | 2:07.16 |
| 8      | Ingmarie Svensson     | SWE  | 2:07.61 |

#### K2 500 m
| rang   | sporters                                            | land | tijd    |
| ------ | --------------------------------------------------- | ---- | ------- |
| Goud   | Ljoedmila Pinajeva-Chvedosjoek Jekaterina Koerysjko | URS  | 1:53.50 |
| Zilver | Ilse Kaschube Petra Grabowski                       | GDR  | 1:54.30 |
| Brons  | Maria Nichiforov Viorica Dumitru                    | ROU  | 1:55.01 |
| 4      | Anna Pfeffer Katalin Hollósy                        | HUN  | 1:55.12 |
| 5      | Roswitha Esser Renate Breuer                        | FRG  | 1:55.64 |
| 6      | Izabella Szuszkiewicz Ewa Grajkowska                | POL  | 1:57.45 |
| 7      | Mieke Jaapies Maria van der Holst-Blijlevens        | NED  | 1:58.11 |
| 8      | Natasja Petrova Petrana Koleva                      | BUL  | 1:59.40 |

## Medaillespiegel
| rang   | land                     | goud | zilver | brons | totaal |
| ------ | ------------------------ | ---- | ------ | ----- | ------ |
| 1      | Sovjet-Unie              | 6    | 0      | 0     | 6      |
| 2      | DDR                      | 4    | 1      | 1     | 6      |
| 3      | Roemenië                 | 1    | 2      | 1     | 4      |
| 4      | Bondsrepubliek Duitsland | 0    | 3      | 2     | 5      |
| 5      | Hongarije                | 0    | 2      | 2     | 4      |
| 6      | Nederland                | 0    | 1      | 0     | 1      |
| 6      | Oostenrijk               | 0    | 1      | 0     | 1      |
| 6      | Zweden                   | 0    | 1      | 0     | 1      |
| 9      | Bulgarije                | 0    | 0      | 1     | 1      |
| 9      | Frankrijk                | 0    | 0      | 1     | 1      |
| 9      | Noorwegen                | 0    | 0      | 1     | 1      |
| 9      | Polen                    | 0    | 0      | 1     | 1      |
| 9      | Verenigde Staten         | 0    | 0      | 1     | 1      |
| totaal | totaal                   | 11   | 11     | 11    | 33     |

Parijs 1924 (demonstratie) · 
Berlijn 1936 · 
Londen 1948 · 
Helsinki 1952 · 
Melbourne 1956 · 
Rome 1960 · 
Tokio 1964 · 
Mexico-stad 1968 · 
München 1972 · 
Montréal 1976 · 
Moskou 1980 · 
Los Angeles 1984 · 
Seoel 1988 · 
Barcelona 1992 · 
Atlanta 1996 · 
Sydney 2000 · 
Athene 2004 · 
Peking 2008 · 
Londen 2012 · 
Rio de Janeiro 2016 ·
Tokio 2020 ·
Parijs 2024 ·
Los Angeles 2028
Medaillewinnaars (slalom) · Medaillewinnaars (sprint)
Atletiek · Badminton (demonstratie) · Basketbal · Boksen · Boogschieten · Gewichtheffen · Handbal · Hockey · Judo · Kanovaren · Moderne vijfkamp · Paardensport · Roeien · Schermen · Schietsport · Schoonspringen · Turnen · Voetbal · Volleybal · Waterpolo · Waterskiën (demonstratie) · Wielersport · Worstelen · Zeilen · Zwemmen